# Parmenonta thomasi
Parmenonta thomasi är en skalbaggsart som beskrevs av Linsley och Chemsak 1984. Parmenonta thomasi ingår i släktet Parmenonta och familjen långhorningar.
Artens utbredningsområde är Honduras. Inga underarter finns listade i Catalogue of Life.